# قائمة رؤساء غينيا
فيما يلي قائمة رؤساء غينيا، منذ أن نالت البلاد استقلالها عن فرنسا عام 1958 (بعد رفض الانضمام إلى المجتمع الفرنسي ‏ في استفتاء دستوري ‏ ).

## قائمة

### مفتاح
- عسكري

- تشير إلى الرئيس بالإنابة

- § انتخب بدون معارضة
- † توفي في المنصب

| No. | الصورة | اسم (الميلاد–الوفاة)             | الانتخابات                      | مدة المنصب                                 | مدة المنصب          | مدة المنصب         | الحزب السياسي                                        |
| No. | الصورة | اسم (الميلاد–الوفاة)             | الانتخابات                      | تولى المنصب                                | ترك المنصب          | الوقت في المنصب    | الحزب السياسي                                        |
| --- | ------ | -------------------------------- | ------------------------------- | ------------------------------------------ | ------------------- | ------------------ | ---------------------------------------------------- |
| 1   |        | أحمد سيكو توري (1922–1984)       | 1961[§] 1968[§] 1974[§] 1982[§] | 2 أكتوبر 1958                              | 26 مارس 1984[†]     | 25 سنوات و176 أيام | الحزب الديمقراطي الغيني - التجمع الديمقراطي الإفريقي |
| —   |        | لويس لانسانا بيافوغي (1923–1984) | —                               | 26 مارس 1984                               | 3 أبريل 1984 (خلع)  | 8 أيام             | الحزب الديمقراطي الغيني - التجمع الديمقراطي الإفريقي |
| 2   |        | لانسانا كونتي (1934–2008)        | 1993 ‏ 1998 ‏ 2003 ‏               | 3 أبريل 1984                               | 22 ديسمبر 2008[†]   | 24 سنوات و263 أيام | عسكري / حزب الوحدة والتقدم                           |
| 3   |        | موسى داديس كامارا (مواليد 1964)  | —                               | 24 ديسمبر 2008 (وصل إلى السلطة عبر انقلاب) | 3 ديسمبر 2009       | 344 أيام           | عسكري                                                |
| —   |        | سيكوبا كوناتي (مواليد 1966)      | —                               | 3 ديسمبر 2009                              | 21 ديسمبر 2010      | 1 سنة و18 أيام     | عسكري                                                |
| 4   |        | ألفا كوندي (مواليد 1938)         | 2010 2015 2020                  | 21 ديسمبر 2010                             | 5 سبتمبر 2021 (خلع) | 10 سنوات و258 أيام | تجمع الشعب الغيني                                    |
| —   |        | مامادي دومبوي (مواليد 1980)      | —                               | 5 سبتمبر 2021                              | في المنصب           | 3 سنوات و241 أيام  | عسكري                                                |

## روابط خارجية
- باللغة الفرنسية الموقع الرسمي للحكومة الغينية
- هيكل الدولة في غينيا

1. ↑  "The highest and lowest paid African presidents - Business Daily". Business Daily. مؤرشف من الأصل في 2020-08-11.
2. ↑  "Guinea swears in coup leader Mamady Doumbouya as interim president". رويترز. سي إن إن. 1 أكتوبر 2021. مؤرشف من الأصل في 2024-10-09. اطلع عليه بتاريخ 2022-10-20.